# لا توافق

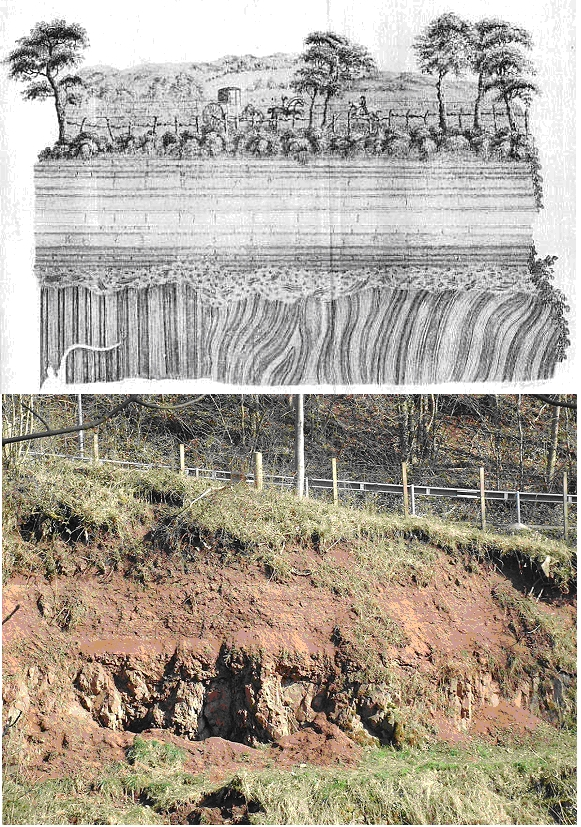
لاتوافقية هوتون في جيدبيرغ، اسكتلندا، مرسومة من جون كلارك في 1787 ومصورة في 2003.

عدم التوافق أو اللاتوافق أو التخالف(بالإنجليزية: Unconformity) هو سطح تعرية مدفون أو سطح ليس به ترسيب واضح ومميز يفصل ما بين كتلتين صخريتين أو طبقتين أرضيتين بعمرين مختلفين ويدل على وجود ثغرة زمنية في الترسيب، لكن يستخدم المصطلح لوصف أي كسر في السجل الجيولوجي الرسوبي. أظهر جيمس هوتون أهمية التعارض اللاتوافقي الزاوي (أنظر بالأسفل)، والذي واجد أمثلة علي لاتوافقية هوتون ‏ في جيدبيرغ في 1787 و في نقطة سيكار ‏ في 1788.
الصخور فوق اللاتوافق أصغر عمرًا من التي تقع أسفلها (إلا إذا انقلب التسلسل). يمثل اللاتوافق الوقت الذي لم تحفظ به أي ترسبات في منطقة معينة. السجل المحلي لهذه الفترة الزمنية مفقود ويجب علي علماء الجيولوجيا استخدام أدلة أخرى لاكتشاف هذا الجزء من التاريخ الجيولوجي للمنطقة.

## أنواع اللاتوافق

### اللاتوافق المتواز

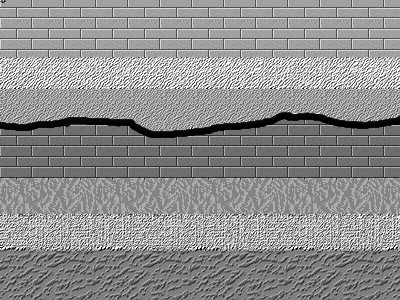
اللاتوافق المتواز

الاتوافق المتواز هو لا توافق بين طبقات الصخور الرسوبية المتوازية والتي تمثل فترة تعرية أو انعدام الترسب. يتم تمييز اللاتوافق المتواز عن طريق مظاهر التعرية التحهوائية. يترك هذا النوع من التعرية قنوات وتربات أحفورية في التاريخ الأحفوري للصخرة.

### اللاتوافق المتباين

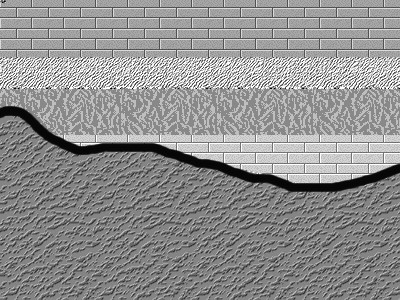
اللاتوافق المتباين

يتكون هذا النوع بين الصخور النارية أو المتحولة من جهة والصخور الرسوبية الأحدث منها من جهة أخرى حيث تكون الصخور الرسوبية بالأعلي وترسبت علي صخرة نارية أو متحولة متأثرة بالتعرية. إذا كانت الصخرة تحت الكسر نارية أو فقدت التطبق الخاص بها نتيجة للتحول، يكون السطح لاتوافق متباين.

### اللا توافق الزاوي

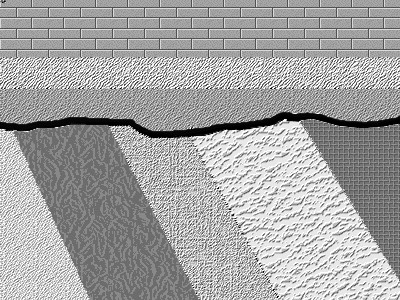
اللاتوافق الزاوي

في هذا النوع تكون مجموعة الطبقات الأقدم مائلة أما مجموعة الطبقات الأحدث فتكون افقية أو تكون المجموعتان مائلتين في اتجاهين مختلفين. ويتكون سطح اللاتوافق أو عدم التوافق الزاوي عند تواجد طية محدبة أو مقعرة تعلوها طبقات رسوبية أفقية. 

### اللاتوافق الانقطاعي (التوافق الكاذب)

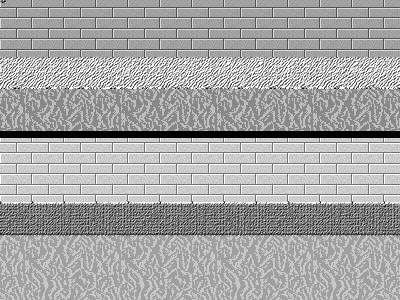
اللاتوافق الانقطاعي

فيه تكون المجموعتان الصخريتان في وضع افقي تقريباً أو لهما نفس درجة الميل في نفس الاتجاه ويسمى كذلك التوافق الكاذب (نظراً لأن الجيولوجي قد ينخدع في تحديد سطح عدم التوافق) ويمكن تمييز الطبقات من خلال المحتوى الاحفوري لها.

### اللاتوافق الكتفي
يحدث عندما يترسب التطبق الأحدث علي طبقة أقدم مؤذرة علي بنية التطبق الخاصة بها.

### اللاتوافق المختلط
اللاتوافق المختلط هو نوع من عدم التوافق أو عدم المطابقة مع عدم وجود مستوى فصل أو تلامس مميز، يتكون أحيانًا من تربة أو حواجز قديمة أو طبقات من الحصى المشتقة من الصخور الأساسية.

## معرض الصور

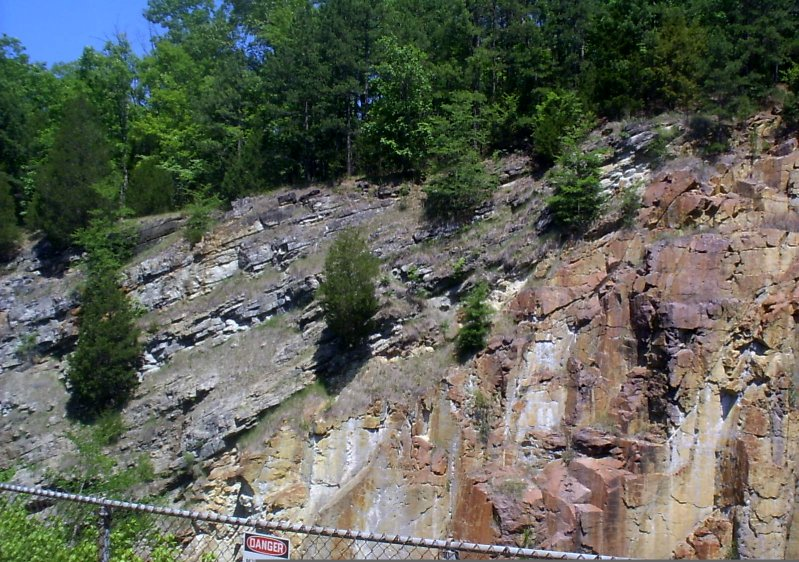
هناك فجوة تبلغ مليار عام في السجل الجيولوجي حيث يتجاوز هذا الدولوميت [الإنجليزية]‏ البالغ من العمر 500 مليون عام بشكل غير متوافق ريوليت عمره 1.5 مليار عام بالقرب من محطة الطاقة الكهرومائية توم سوك، ميزوري.
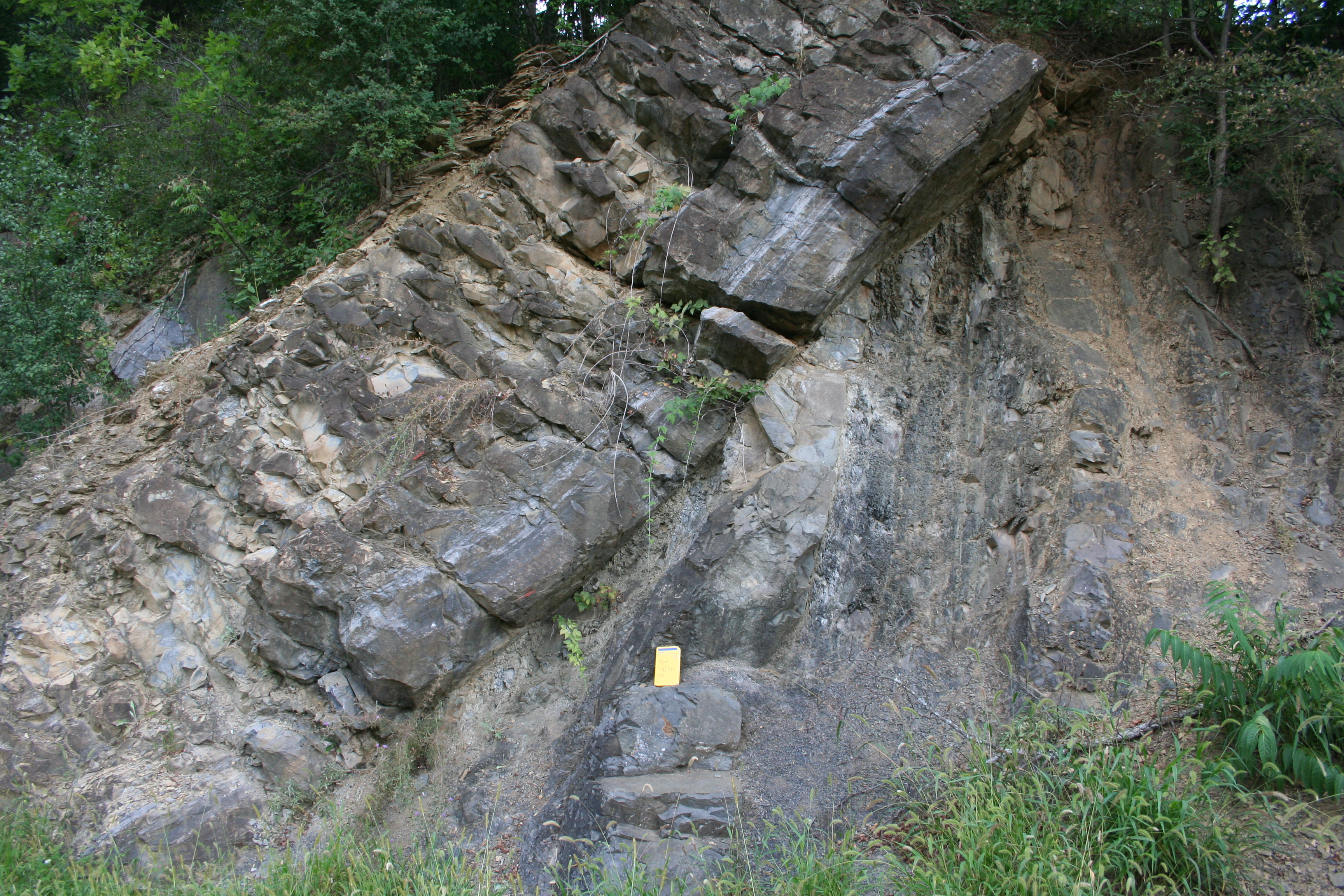
لا توافق تكتوني بالقرب من كاتسكيل بولاية نيويورك. يفصل اللا تطابق الزاوي هذا تكوين أوستن غلين (الأوردوفيشي) عن تكوين روندوبت (بالإنجليزية: Rondout) (السيلوري) وتشكيل مانيلوس (الديفوني).
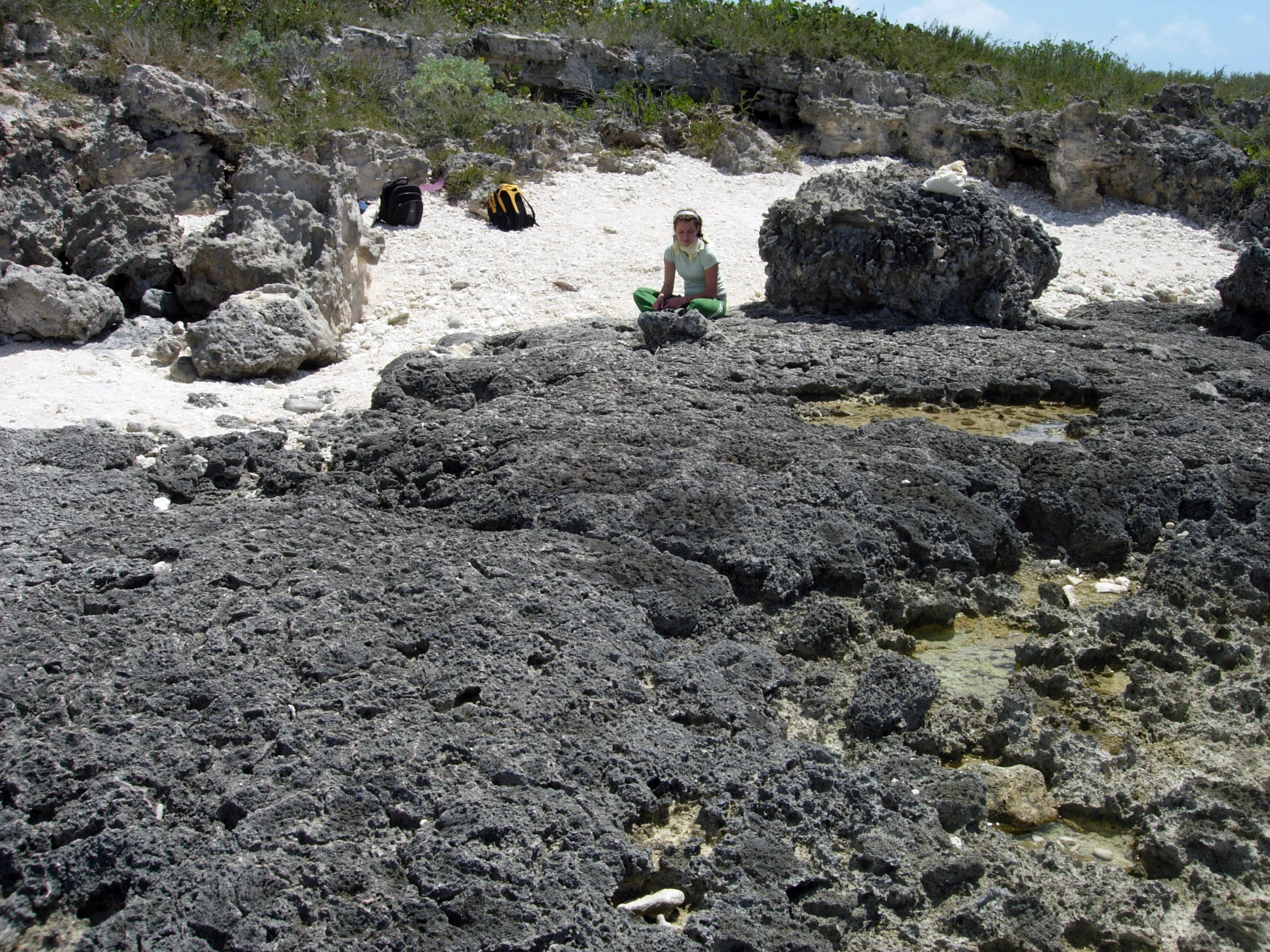
اللا توافق الإيمياني في الشعاب المرجانية الأحفورية في إيناغوا الكبرى [الإنجليزية]‏، جزر البهاماس. يظهر في المقدمة الشعاب المرجانية مقطوعة بفعل التعرية ؛ وراء الجيولوجي عمود مرجاني بعد التعرية، نما على لا توافق بعد ارتفاع مستوى سطح البحر مرة أخرى.
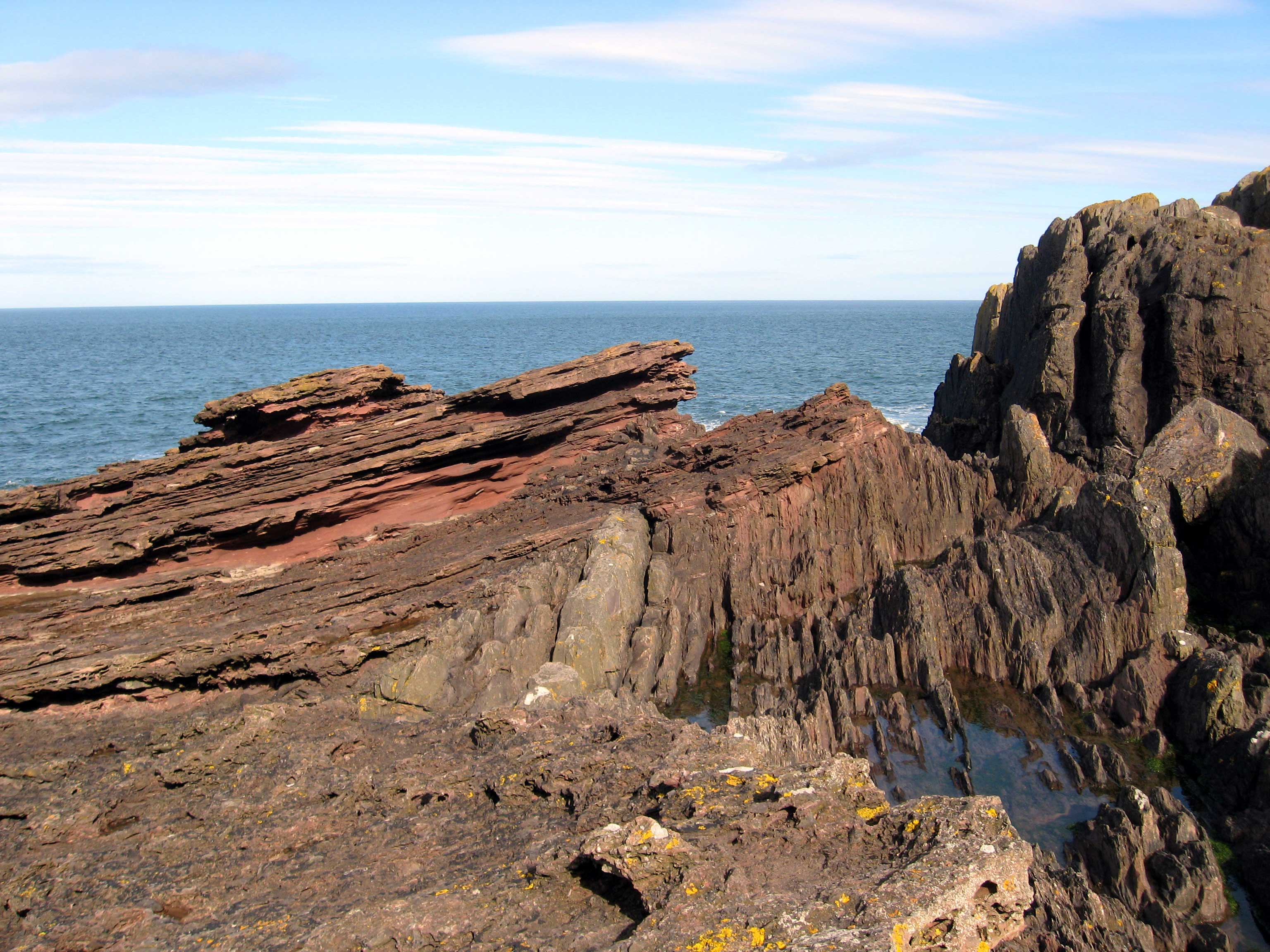
فالق هاتون الزاوي في رأس سيكار [الإنجليزية]‏ حيث الحجر الرملي الأحمر القديم [الإنجليزية]‏ من العصرالديفوني، الذي يبلغ من العمر 345 مليون، يعتلي جرواق من العصر السيلوري البالغ من العمر 425 مليون.
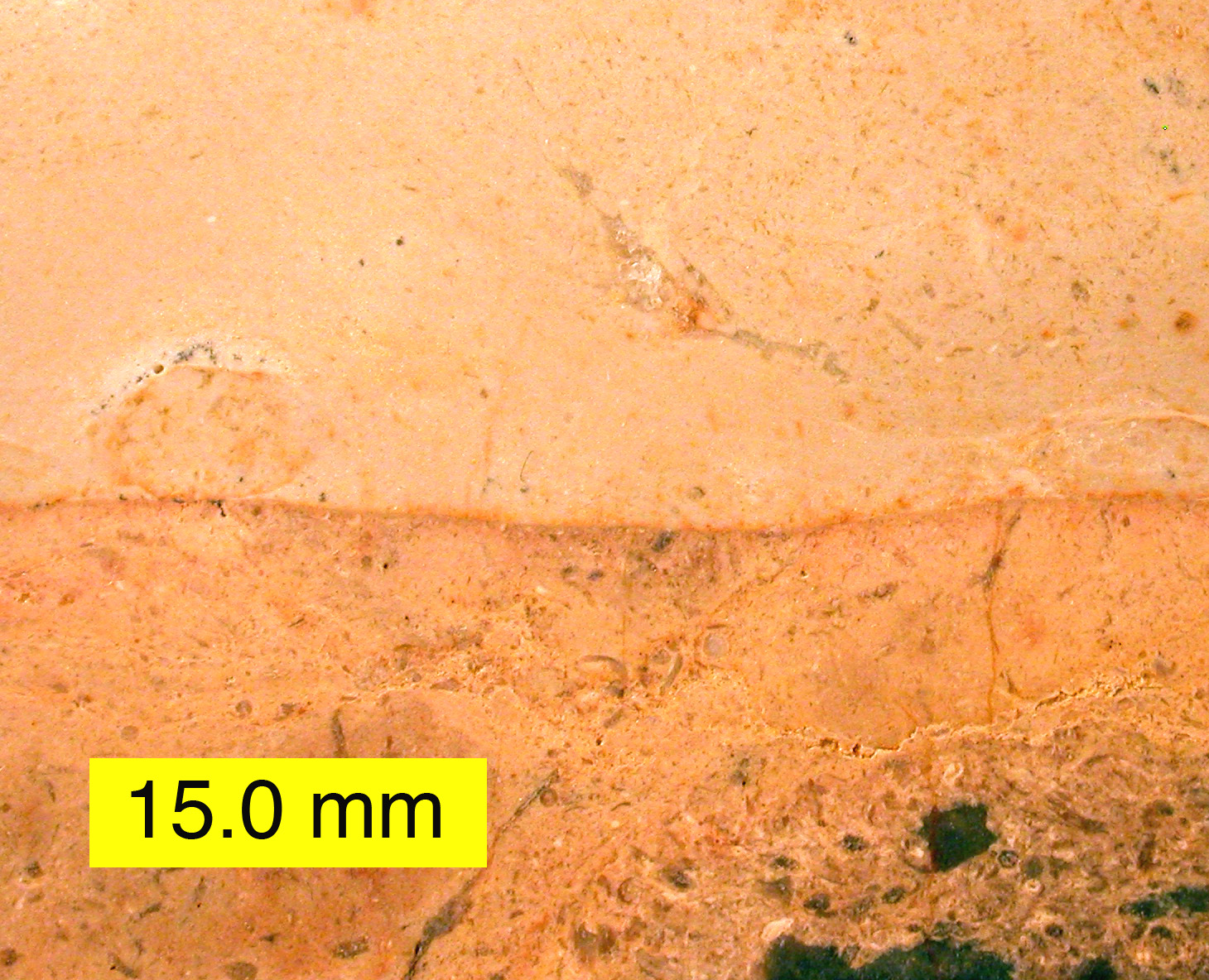
لا توافق مع تكوين إدواردز الطباشيري السفلي الذي يغطي الحجر الجيري من العصر البرمي السفلي ؛ الفجوة حوالي 165 مليون سنة. تكساس.
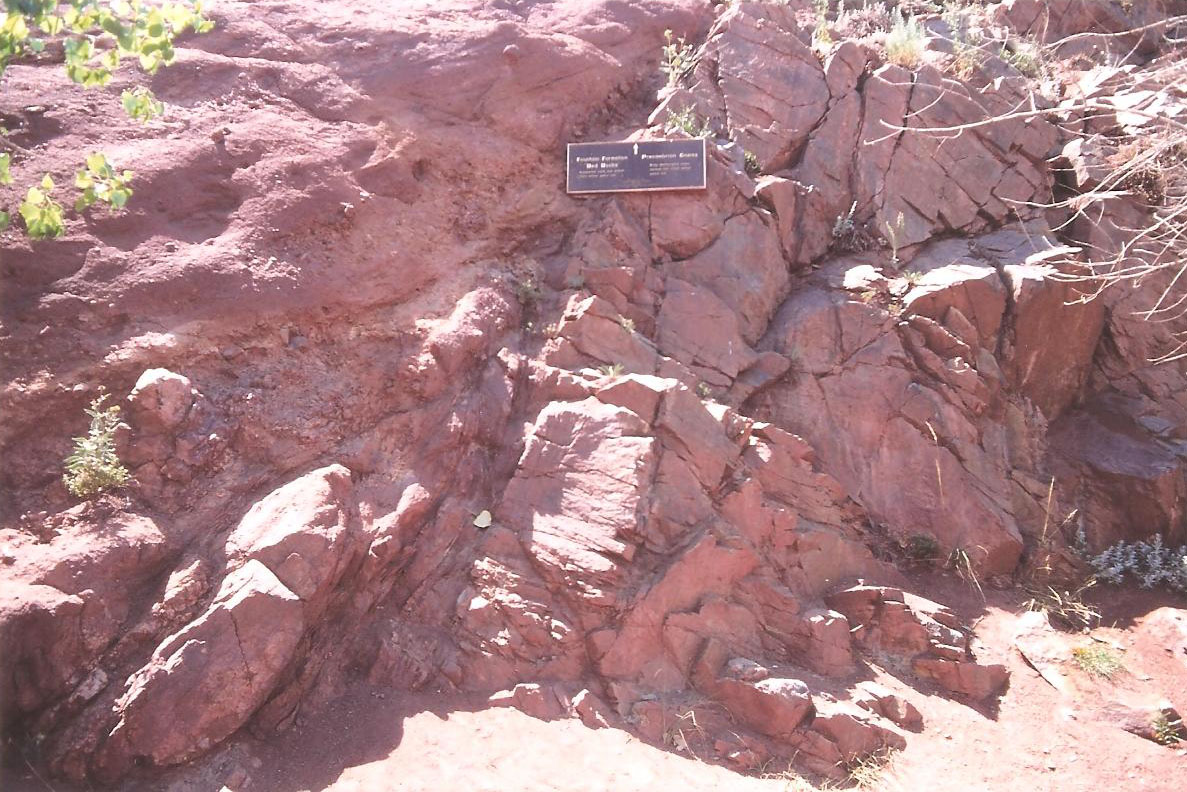
لا توافق بين تكوين النافورة  [لغات أخرى]‏ من  العصر البنسلفاني (يسار) ونيس ما قبل الكمبري (يمين) في ريد روكس بارك  [لغات أخرى]‏، بالقرب من غولدن، ولاية كولورادو.
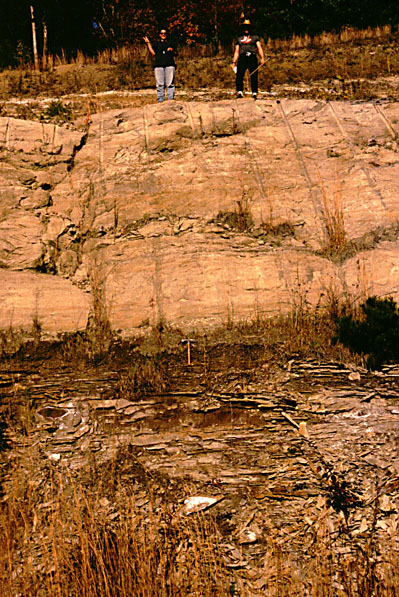
لا توافق (عند المطرقة) بين تكوين بوردن [الإنجليزية]‏ المسيسيبي الأساسي وتكتل بنسلفانيا شارون، بالقرب من جاكسون، بولاية أوهايو
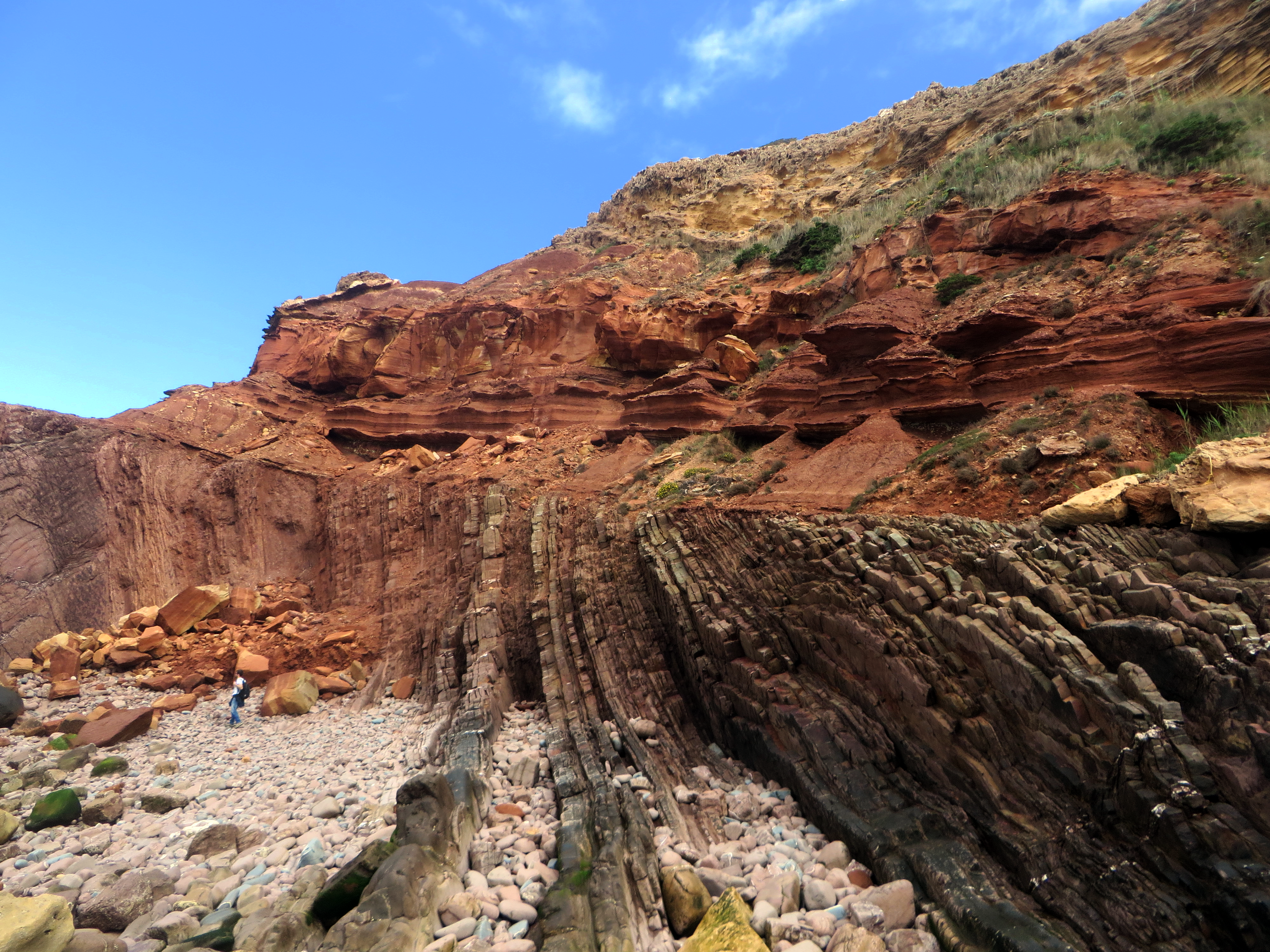
اللا توافق الزاوي للصخور الترياسية التي تعلو الصخور الكربونية شديدة الانحدار في برايا دو تيلهيرو [الإنجليزية]‏، البرتغال
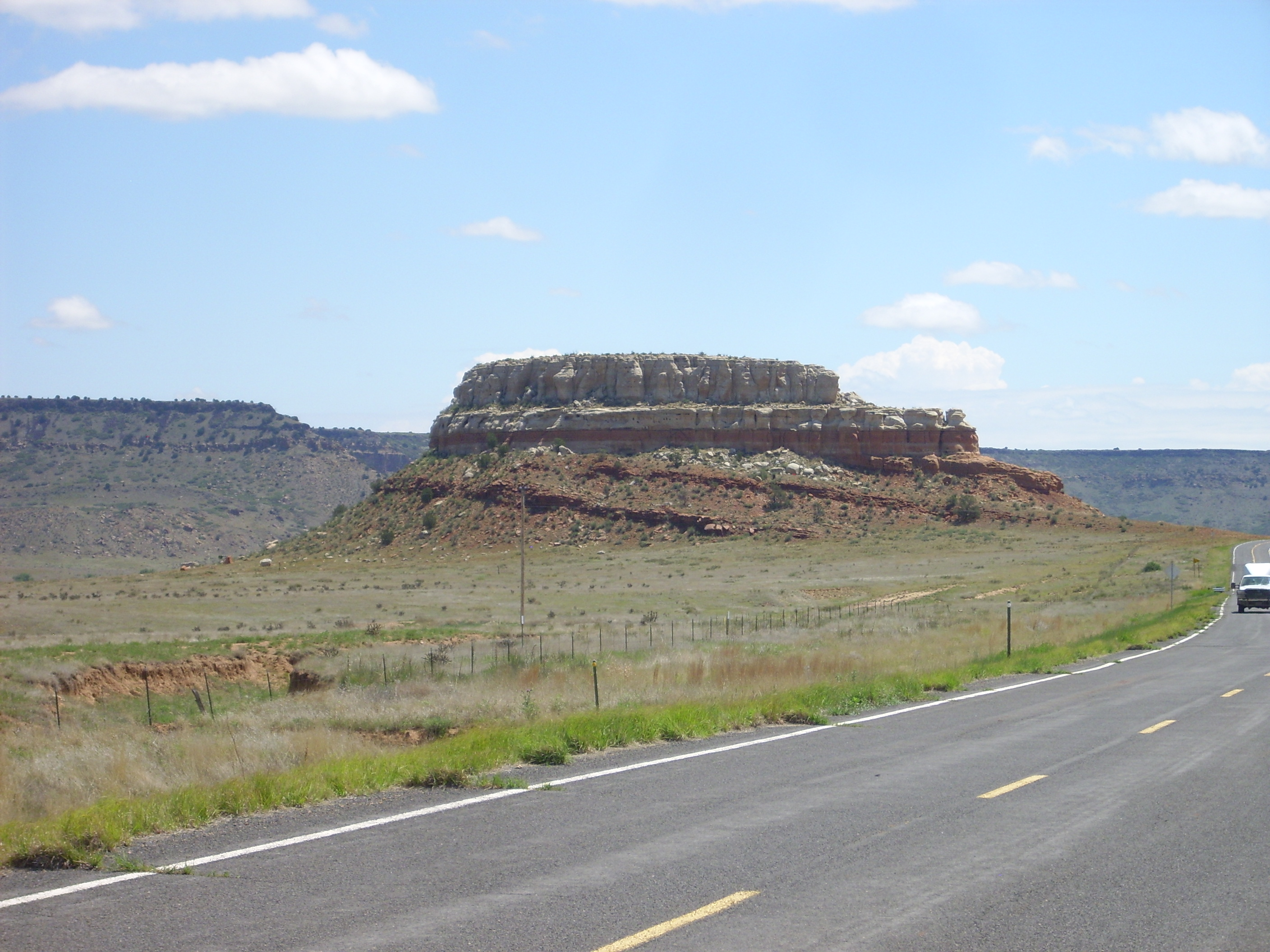
اللا توافق الزاوي بين مجموعة داكر الأساسية وتكوين إكستر العلوي. ستيمبوت بيت (بالإنجليزية: Steamboat Butte) في وادي سيمارون الجاف. نيو ميكسيكو